# قاعدة جينكن
قاعدة جينكن هو مبدأ جراحي يتعلق بجراحة اغلاق الجروح. وهو ينص على أن الطول المطلوب لإجراء غرز في جرح هو أربعة أضعاف طول الجرح، كما أن كل غرزة ينبغي أن تكون 1 سم من الحافة، وعلى بعد 1 سم من الغرزة السابقة.